# Walter Krickeberg
Walter Krickeberg (* 27. Juni 1885 in Schwiebus, Neumark; † 15. Juli 1962 in Berlin) war ein deutscher (Alt-)Amerikanist und Ethnologe. Sein Arbeitsschwerpunkt waren die indigenen nord- und mesoamerikanischen Kulturen und Religionen und die Altamerikanistik. Von 1945 bis 1954 war er Direktor des Museums für Völkerkunde in Berlin.

## Leben und Wirken
Der Sohn der Schriftstellerin Elisabeth Krickeberg (geb. Lesske) und des Postamtmanns Conrad Krickeberg legte 1903 das Abitur am Berliner Prinz-Heinrich-Gymnasium ab. Anschließend studierte er zunächst Jura, dann Geographie, Archäologie, Alte Geschichte, amerikanische Sprachen und Völkerkunde. Seine akademischen Lehrer waren Eduard Seler, Paul Ehrenreich, Eduard Meyer, Karl von den Steinen, Konrad Theodor Preuss und Leo Frobenius. Während seines Studiums wurde er Mitglied beim Verein Deutscher Studenten (VDSt) Berlin im Kyffhäuser-Verband.
1906 begann er als Volontär am Königlichen Museum für Völkerkunde zu Berlin zu arbeiten, im Jahr darauf wurde er als wissenschaftliche Hilfskraft angestellt. Seine Dissertation über die Totonaken stellte er 1915 fertig. Das Promotionsverfahren an der Universität Leipzig konnte er aber aufgrund seiner Teilnahme am Ersten Weltkrieg und drei Jahren französischer Kriegsgefangenschaft erst 1922 abschließen. Krickeberg stieg 1924 zum Kustos der Amerikanischen Sammlung im Völkerkundemuseum auf. Als Nachfolger Konrad Theodor Preuss’ übernahm er 1929 die Leitung der Amerikanischen Abteilung, zugleich wurde ihm der Professorentitel verliehen. An der Universität Berlin lehrte er ab 1940 als Honorarprofessor für „Amerikanistik“ (womit damals Altamerikanistik gemeint war) und Völkerkunde.
Er war Mitarbeiter zweier populärer und sehr verbreiteter Werke: der Illustrierten Völkerkunde von Georg Buschan, deren Amerika-Afrika-Band der zweiten Auflage (1922) er zusammen mit Richard Lasch und Arthur Haberlandt gestaltete, sowie der von Hugo A. Bernatzik herausgegebenen Großen Völkerkunde (1939), wo er zusammen mit Herbert Tischner und Bernatzik den Australien-Amerika-Band gestaltet hat.
Einer breiten Öffentlichkeit bekannt wurde er durch seine Sammlungen Indianermärchen aus Nordamerika (1924) sowie Märchen der Azteken und Inkaperuaner, Maya und Muisca (1928) in der von Friedrich von der Leyen herausgegebenen Reihe Die Märchen der Weltliteratur.
In der Zeit des Nationalsozialismus war Krickeberg Mitherausgeber der Zeitschrift für Rassenkunde. In einer Rezension des von Konrad Theodor Preuß herausgegebenen Lehrbuchs der Völkerkunde griff er den Fachkollegen Leonhard Adam antisemitisch an und bezeichnete Bronislaw Malinowski als einen „ausgesprochene[n] Gegner des heutigen, nationalsozialistischen Deutschlands“. Damit denunzierte er auch Richard Thurnwald, dem er wegen seiner Zugehörigkeit zur funktionalistischen Schule der Ethnologie mangelnde Loyalität zum NS-Staat unterstellte. Der darauffolgende Schlagabtausch zwischen Krickeberg, Thurnwald und dessen Schüler Wilhelm E. Mühlmann (die sich ihrerseits auch zur nationalsozialistischen Ideologie bekannten) wird von Klaus Timm als „dunkelste[s] Kapitel in der deutschen völkerkundlichen Wissenschaft“ charakterisiert.
Nach dem Zweiten Weltkrieg wurde Krickeberg 1945 als Nachfolger des entlassenen Otto Kümmel Direktor des Völkerkundemuseums. Dessen Hauptgebäude in Kreuzberg war im Krieg schwer beschädigt worden und ein Teil der Sammlungen zerstört. Am neuen Standort in Dahlem leitete Krickeberg die Neuaufstellung der amerikanischen Sammlungen. Auch sein Lehrauftrag an der Universität wurde 1946 erneuert. Nach dem Eintritt in den Ruhestand 1954 setzte er seine Forschungs- und Publikationstätigkeit fort. Er war Mitglied der Berliner Gesellschaft für Anthropologie, Ethnologie und Urgeschichte und erhielt 1955 deren Rudolf-Virchow-Plakette.

## Werke
- Georg Buschan (Hrsg.): Illustrierte Völkerkunde. Strecker & Schröder, Stuttgart 1910. (Beiträge von Walter Krickeberg (amerikanische Naturvölker), Georg Buschan (Australien), W. Volz und A. Byhan (Asien) und Felix von Luschan (Afrika)).
- (Georg Buschan) Illustrierte Völkerkunde in zwei Bänden. Band I. Vergleichende Völkerkunde: Amerika – Afrika. Von Dr. Richard Lasch, Dr. Walter Krickeberg, Dr. Artur Haberlandt. 2. vollständig umgearbeitete und wesentlich vermehrte Auflage, Strecker und Schröder, Stuttgart 1922.
- Indianermärchen aus Nordamerika. Diederichs, Jena 1924
- Märchen der Azteken und Inkaperuaner, Maya und Muisca. Diederichs, Jena 1928
- Hugo A. Bernatzik (Hrsg.): Die große Völkerkunde. Band 3: Australien, Amerika. bearb. von Herbert Tischner, Walter Krickeberg, Hugo Adolf Bernatzik. Bibliographisches Institut, Leipzig 1939
- Felsplastik und Felsbilder bei den Kulturvölkern Altamerikas mit besonderer Berücksichtigung Mexicos. 2 Bände, Palmen-Verlag vorm. Reimer, Berlin 1949–1969
  - Band 1 1. Die Andenländer. 2. Die Felsentempel in Mexico (1949)
  - Band 2 Felsbilder Mexicos : als historische, religiöse und Kunstdenkmäler (1969)
- Mittelamerikanische Denkmäler. 1950
- Ältere Ethnographica aus Nordamerika im Berliner Museum für Völkerkunde. Reimer, Berlin 1954
- Altmexikanische Kulturen. Safari-Verlag, Berlin 1956
- (zusammen mit Hermann Trimborn; Werner Müller und Otto Zerries): Die Religionen des alten Amerika. Kohlhammer, Stuttgart 1961 (Die Religionen der Menschheit, Band 7; Inhalt: Walter Krickeberg: Die Religionen der Kulturvölker Mesoamerikas (Mexiko, Maya).-- Hermann Trimborn: Die Religionen der Völkerschaften des südlichen Mittelamerika und der nördlichen und mittleren Andenraumes (Costa Rica, Panama, Kolumbien, Ekuador.- Peru, Bolivien).-- Werner Müller: Die Religionen der Indianervölker Nordamerikas.-- Otto Zerries: Die Religionen der Naturvölker Südamerikas und Westindiens.)